# Brahmā
Cette page contient des caractères spéciaux ou non latins. S’ils s’affichent mal (▯, ?, etc.), consultez la page d’aide Unicode.
Pour les articles homonymes, voir Brahma (race de poule) et Brahma (bière).

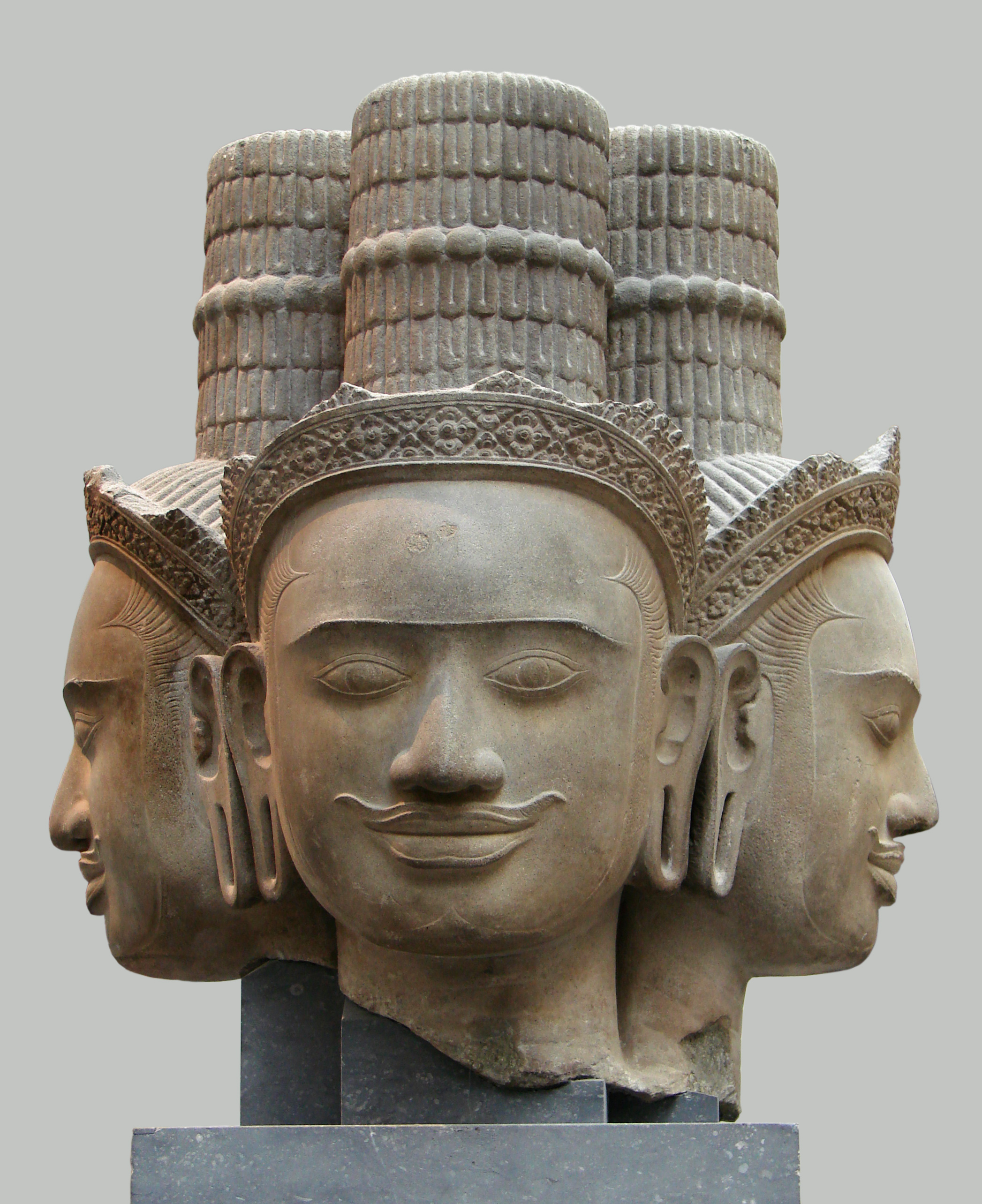
Quadruple tête de Brahma, sculptée au Cambodge (province de Siemreap, Phnom Bok) dans le style du Bakheng (fin IXe siècle - début Xe siècle), Musée Guimet

Brahmā (sanskrit : ब्रह्मा, translit. IAST : Brahmā) (ne pas confondre avec le Brahman) est le dieu créateur-démiurge de l'hindouisme, le premier membre, de la Trimūrti, la trinité des déités hindoues majeures. Les autres membres sont Vishnou et Shiva. Sarasvatī est sa shakti, son énergie, son épouse. Sa monture vāhana est un hamsa, une oie ou un cygne. Sa couleur est le rouge. Il n'est pas mentionné dans les Vedas, mais seulement à partir des Brāhmaṇas, et il est très présent dans le Mahābhārata, le Rāmāyaṇa et les Purāṇas. C'est une personnification de la notion abstraite de brahman.
Brahmā intervient seulement de façon occasionnelle dans les affaires des dieux, et encore plus rarement dans celles des mortels. Il est considéré comme le père de Dharma et Atri. Brahmā vit à Brahmapura, une cité située sur le mont Meru.
Sa vie dure environ 36 000 de ses jours (100 années de Brahmā), chacun d'eux valant environ 8,64 milliards d'années humaines (un kalpa de 4,32 milliards d'années pour la journée suivi d'un pralaya de nuit de même durée, voir aussi "Mesure védique du temps"), soit un peu plus de 311 000 milliards d'années, et comme le reste cette vie se répète à l'infini, sans début ni fin. Brahmā est un agent du Brahman, le « Soi Suprême » de l'hindouisme.
Ce dieu est un deus otiosus : bien qu'étant le Créateur de toutes les créatures vivantes, il n'y a que quelques temples lui étant totalement dédiés, à Pushkar au Rajasthan, à Kumbakonam, à Thirupattur et Pondichéry au Tamil Nadu, et à Thirunavaya au Kerala.
Dans le canon bouddhique, Brahmā apparaît dans plusieurs récits comme un personnage important.

## Représentation

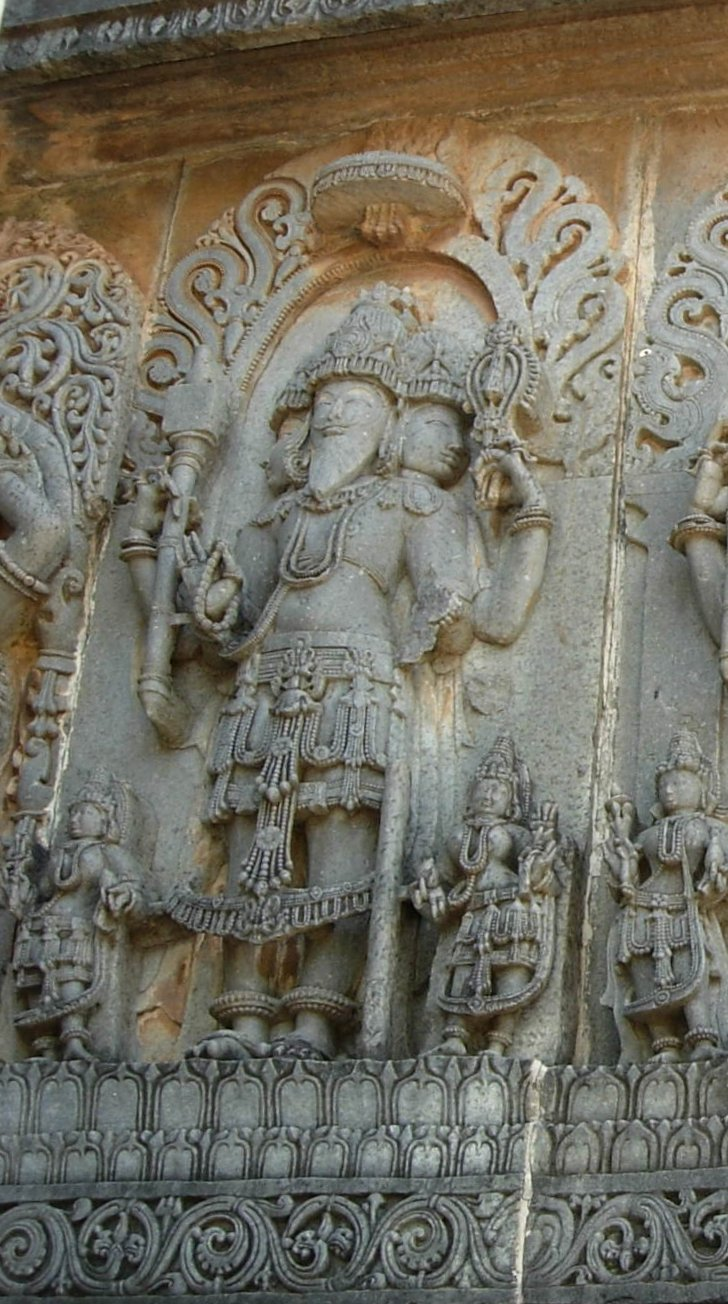
Sculpture de Brahmā au Temple de Hoysaleśvara (Halebid, au Karnataka).

Il est représenté traditionnellement avec quatre têtes et quatre bras. Chacune de ses têtes récite un des quatre Veda. Ces quatre visages, selon certains védantins, représentent aussi le fonctionnement de la personnalité propre (antahkarana) laquelle est faite des pensées. Il y a l'esprit (manas), l'intellect (buddhi), l'ego (ahamkara), et la conscience conditionnée (citta). C'est le symbole des quatre voies de fonctionnement de la pensée; ce sont les manifestations de la conscience floue. Ils peuvent aussi représenter les quatre points cardinaux, les quatre Védas, les quatre yuga, etc.. Ses mains tiennent :
1. un pot à bec utilisé pour créer la vie dénommé kamaṇḍalu,
2. une akṣamālā, un chapelet,
3. un livre (pustaka) représentant le texte des Veda,
4. une ou deux louches sacrificielles, sruk et/ou sruva[13].

Ses quatre têtes s'expliquent par la légende suivante : lorsqu'il était en train de créer l'univers, Brahmā engendra une déité féminine nommée Śatarūpā, celle aux cent formes superbes, également nommée Sarasvatī. Brahmā en tomba immédiatement amoureux. Śatarūpā se déplaça alors dans de nombreuses directions pour éviter le regard insistant de Brahmā. Mais, où qu'elle allât, Brahmâ se créait une tête pour pouvoir continuer à la voir. À la fin, il en eut cinq, une pour chaque direction cardinale et une pour regarder au-dessus.
Dans le but de contrôler le dieu, Shiva coupa la tête supérieure, mais lorsqu'il apprit que Śatarūpā était la fille de Brahmā, il décida que c'était inconvenant pour lui d'en être obsédé et décréta qu'il n'y aurait pas de lieu où il serait vénéré. En effet, seuls Vishnou — ou ses avatars — et Shiva continuent à être vénérés alors que Brahmā est quasiment ignoré ; il ne possède que quelques temples dédiés, à Pushkar notamment, ainsi qu'à Pondichéry, ancien comptoir de France. Depuis cet incident, Brahmā récite les quatre Veda en pénitence.

## Les épiclèses de Brahmā
Selon ses attributs, il est présent dans les textes et les commentaires sous des noms différents :
- Hiranyagarbha : lorsqu'il est dans son attribution de créateur, d’œuf initial
- Prajâpati : Seigneur de tout ce qui vit[16]
- Brihaspati: Grand maître (dans son attribution de précepteur des Devas)
- Vîrâj : le brillant[17]
- Aja : le non-né (ce qui correspond à sa qualité de s'engendrer à partir de lui-même)[18]

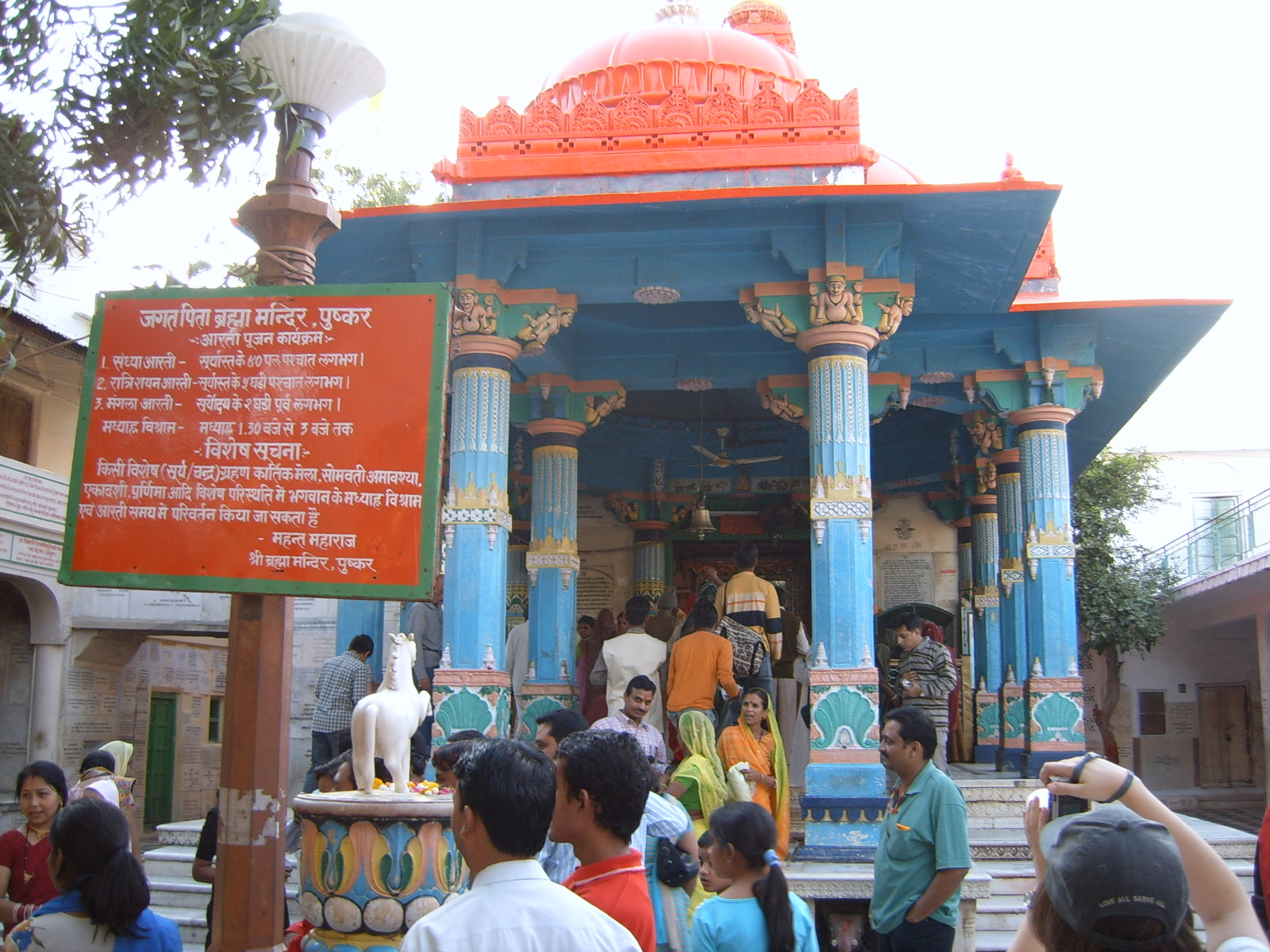
Temple de Brahmā à Pushkar

- Âdikavi : le premier poète[19]
- Svayambhû : l'auto-engendré[14]
- Lokesha : le maître du monde[14]

## Brahmā dans le bouddhisme
Dans le bouddhisme, Brahmā n'est pas considéré comme le créateur du monde mais comme le roi des dieux ; il est, comme toute créature en dehors des bouddhas et des arhat, soumis au cycle du saṃsāra. Selon Jean Delumeau : « Pour le Bouddha, l'idée de Brahmā-Créateur est dangereuse, notamment parce qu'elle engendre des théories et des pratiques erronées, qui ne peuvent conduire à la libération de l'individu. [...] Les textes canoniques [...] emploient souvent le nom propre Brahmā ou Mahā-Brahmā comme un adjectif qualificatif pour désigner des puissants Brahmā qui habitent dans les Sphères subtiles. Ceux-ci ont un niveau spirituellement très inférieur à celui d'un Bouddha et d'un arhant ».
Brahmā apparaît dans plusieurs textes du canon bouddhique. Par exemple, Shakyamuni, après avoir atteint l'illumination, l'éveil, hésite à enseigner au monde une doctrine si subtile. Brahmā intervient alors pour le convaincre d'enseigner, puisque certains seront assez sages pour comprendre un tel enseignement (Ariyapariyesana Sutta).

## Comparatisme indo-européen
Brahmā a été rapproché du dieu nordique Bragi et de la déesse gauloise Brixtā, dont les noms découlent également de la désignation de l'art poétique et de la formule magique.